# جيري ميس (لاعب كرة قدم أمريكية)
جيري ميس (بالإنجليزية: Jerry Mays)‏ هو لاعب كرة قدم أمريكية أمريكي، ولد في 8 ديسمبر 1967 في أوغستا في الولايات المتحدة.

## وصلات خارجية
- جيري ميس على موقع مرجع كرة القدم المحترفة.كوم (الإنجليزية)
- جيري ميس على موقع كلية كرة القدم في سبورتس رفرنس.كوم (الإنجليزية)